# 石井てるよし
石井 てるよし（いしい てるよし）は、日本の映画監督。オリジナルビデオ作品やテレビヒーロー番組などを手がける。東京都出身。

## 代表作品
- 代官山ワンダーランドHORROR（1987年）[2]
- 邪願霊（1988年）[2]
- TARO! TOKYO魔界大戦（1991年）[2]
- 電光超人グリッドマン（1993年）[2]
- 口裂け女（1996年）
- 恐怖新聞（1996年）
- ウルトラマンティガ（1996年）[2]
- ウルトラマンダイナ（1997年）[2]
- ウルトラマンコスモス（2001年）[2]
- 超星神グランセイザー（2003年）[2]
- 幻星神ジャスティライザー（2004年）[2]
- あばしり一家 THE MOVIE（2009年）
- ガルーダの戦士ビマ（Bima Satria Garuda）[2]　※インドネシア製作の特撮ヒーロー番組
- ガルーダの戦士ビマX（Satria Garuda Bima-X）

## 出演作品
- 電光超人グリッドマン 第38話「危うし地球!」（1994年） - 神主
- ウルトラマンダイナ 第30話「侵略の脚本（シナリオ）」（1997年） - 監督
- ウルトラマンコスモス 第45話「遊園地伝説」（2002年） - 防衛軍参謀